# İskenderiye
İskenderiye is de Ottomaanse benaming voor steden die genoemd zijn naar Alexander de Grote. De vorm is afgeleid van het Arabisch (Al)-Iskandariya. De vroegere naam van de stad was dan ook Alexandrië.
İskenderiye is ook de vroegere naam van de Albanese stad Shkodër en de Turkse (voormalig Syrische) stad İskenderun.